# Жантикей
Жантикей (каз. Жантікей, до 1992 г. — Ерназар) — село в Аксуатском районе Абайской области Казахстана. Административный центр Иргизбайского сельского округа. Код КАТО — 635865100.

## Население
В 1999 году население села составляло 1347 человек (682 мужчины и 665 женщин). По данным переписи 2009 года, в селе проживали 933 человека (465 мужчин и 468 женщин).